# Olympische Sommerspiele 1960/Teilnehmer (Argentinien)
| Gelbes Symbol für Goldmedaillen mit stilisierten Olympischen Ringen | Graues Symbol für Silbermedaillen mit stilisierten Olympischen Ringen | Braundes Symbol für Bronzemedaillen mit stilisierten Olympischen Ringen |
| ------------------------------------------------------------------- | --------------------------------------------------------------------- | ----------------------------------------------------------------------- |
| —                                                                   | 1                                                                     | 1                                                                       |

Argentinien nahm an den Olympischen Sommerspielen 1960 in Rom mit einer Delegation von 92 Athleten an 54 Wettkämpfen in 15 Sportarten teil. Die meisten Athleten waren Männer, einzige Frau war die Wasserspringerin Christina Hardekopf, die auch als Fahnenträgerin bei der Eröffnungsfeier fungierte.

## Teilnehmer nach Sportarten

### Boxen
Abel Laudonio gewann durch dein Einzug ins Halbfinale im Leichtgewicht die Bronzemedaille. Drei weitere Boxer erreichten das Viertelfinale.
- Luis Aranda
- Carlos Aro
- Miguel Ángel Botta
- Carlos Cañete
- Eduardo Corletti
- Rafael Gargiulo
- Aurelio González
- Abel Laudonio
Bronze  Leichtgewicht
- Celedonio Lima
- Rodolfo Loza

### Fechten
Die Fechter spielten im Medaillenkampf keine große Rolle. Im Mannschaftswettbewerb belegten die Säbelfechter den 9. Platz.
- - Degen
- Alberto Balestrini
- Raúl Martínez
  - Säbel
- Rafael González Aldalur
- Juan Larrea
- Daniel Sande
- Gustavo Vassallo

### Fußball
Die argentinische Auswahl verlor ihr erstes Spiel gegen Dänemark mit 2:3. Zwar konnten die folgenden Begegnungen gegen Tunesien (2:1) und Polen (2:0) gewonnen werden, doch reichte dies nicht mehr aus, um die Vorrunde zu überstehen. Die meisten Tore erzielte Juan Carlos Oleniak, er traf viermal.
- Carlos Bilardo
- Roberto Blanco
- Roberto Bonnano
- Pedro de Ciancio
- Mario Desiderio
- José Díaz
- Salvador Ginel
- Carlos Grudiña
- Domingo Lejona
- Guillermo Lorenzo
- Julio Mattos
- Juan Carlos Oleniak
- Raúl Adolfo Pérez
- Marwell Periotti
- Alberto Rendo
- Carlos Saldías
- Juan Carlos Stauskas
- Hugo Zarich

### Leichtathletik
Drei Athleten traten im Marathon an, am erfolgreichsten war Osvaldo Suárez mit Platz 9. Guillermo Weller trat im Gehen über 50 Kilometer an, wurde jedoch disqualifiziert.
- - Marathon
- Gumersindo Gómez
- Walter Lemos
- Osvaldo Suárez
  - 50 km Gehen
- Guillermo Weller

### Moderner Fünfkampf
Von den drei Wettkämpfern erzielte Luis Ribera mit dem 13. Platz das beste Einzelergebnis. Im Mannschaftswettbewerb belegte man den 10. Rang.
- Raúl Bauza
- Luis Ribera
- Carlos Stricker

### Radsport
Ricardo Senn wurde im Straßenrennen 44. Im Mannschaftszeitfahren wurde der 12. Platz erreicht. Das beste Ergebnis erzielte man in der Mannschaftsverfolgung, hier belegte die Staffel den 5. Platz
- - Straße
- Federico Cortés
- Gabriel Niell
- Ricardo Senn
- Pedro Simionato
  - Bahn
- Héctor Acosta
- Juan Brotto
- Ernesto Contreras
- Alberto Trillo

### Reiten
Auch im Reiten blieb Argentinien von Medaillenerfolgen weit entfernt. Bestes Resultat war der 7. Platz von Springreiter Naldo Dasso.
- - Dressur
- Jorge Cavoti
  - Springen
- Carlos D’Elia
- Naldo Dasso
- Ernesto Hartkopf
- Jorge Lucardi
  - Vielseitigkeitsreiten
- César Madelón
- Carlos Moratorio
- Fernando Urdapilleta
- Ignacio Verdura

### Ringen
Juan Rolón trat im Weltergewicht an, Julio Graffigna im Halbschwergewicht. Beide konnten sich nicht unter den ersten Zehn platzieren, in den Freistilwettbewerben schnitten sie jedoch besser ab als in den Wettkämpfen im griechisch-römischen Stil.

### Rudern
Im Rudern blieb Argentinien der große Erfolg verwehrt, keines der Boote erreichte das Finale.
- - Zweier ohne Steuermann
- Pablo Ferrero
- Ricardo González
  - Zweier mit Steuermann
- Osvaldo Cavagnaro
- Mario Maire
- Jorge Somlay
  - Vierer ohne Steuermann
- Juan Huber
- Héctor Moni
- Ángel Pontarolo
- Vicente Vansteenkiste

### Schießen
Die Sportschützen spielten keine Rolle im Wettkampf um die Medaillen, keiner der Teilnehmer kam unter die ersten 20.
- Pedro Armella
- Oscar Cervo
- Jorge di Giandoménico
- Juan Gindre
- Melchor López
- Juan Ángel Martini senior
- Cirilo Nassiff

### Schwimmen
Luis Nicolao trat über 100 Meter Freistil und 200 Meter Schmetterling an, Fernando Fanjul ebenfalls über 200 Meter Schmetterling und Pedro Diz über 100 Meter Rücken. Keiner von ihnen erreichte das Finale.

### Segeln
Im Golf von Neapel sicherte das Drachenboot Argentinien einen von zwei Medaillenerfolgen, man musste sich lediglich Griechenland geschlagen geben. In der 5,5-Meter-Klasse waren die Brüder Carlos und Enrique Sieburger junior sowie ihr Cousin Roberto mit dem 4. Platz nah dran an einer weiteren Medaille.
- - Finn-Dinghy
- Ricardo Boneo
  - Star
- Víctor Fragola
- Roberto Mieres
  - Drachen Silber
- Héctor Calegaris
- Jorge del Río Salas
- Jorge Salas Chávez
  - 5,5-m-R-Klasse
- Carlos Sieburger
- Enrique Sieburger junior
- Roberto Sieburger

### Turnen
Einziger Teilnehmer war Juan Caviglia. In den sechs Einzeldisziplinen kam er nicht über die Qualifikation hinaus. Im Einzelmehrkampf belegte er den 116. Platz.

### Wasserball
Im ersten Spiel der Gruppenphase kam Argentinien gegen die Auswahl aus dem Nachbarland Brasilien nicht über ein 1:1 hinaus. Es folgten Niederlagen gegen die Sowjetunion (4:7) und Deutschland (1:5), wodurch Argentinien nach drei Spielen aus dem Turnier ausschied.
- Alfredo Carnovali
- Osvaldo Codaro
- Pedro Consuegra
- Roberto Fischer
- Jorge Lucey
- Ernesto Parga
- Diego Wolf

### Wasserspringen
Dem offiziellen Olympischen Bericht zufolge sollte Christina Hardekopf am 3-Meter-Kunstspringen teilnehmen, zog sich jedoch vor Beginn des Wettbewerbs zurück. Laut SportsReference nahm sie zwar doch teil, belegte in der Qualifikation jedoch den 18. und somit letzten Platz und schied aus.